# Galerie Saint-Marc
La galerie Saint-Marc est une voie du 2e arrondissement de Paris, en France.

## Situation et accès
La galerie Saint-Marc est une voie située dans le 2e arrondissement de Paris. Elle débute au 8, rue Saint-Marc et se termine au 23, galerie des Variétés.

## Origine du nom
Elle doit son nom à sa proximité avec la rue Saint-Marc qui a pris ce nom en raison d'une enseigne représentant saint Marc.

## Historique
Cette galerie, comme les galeries Feydeau, Montmartre et Vivienne, a été ouverte en 1834.

## Pour approfondir